# Păulești (Prahova)
Pour les articles homonymes, voir Păulești.
Păulești est une commune roumaine du județ de Prahova, dans la région historique de Valachie et dans la région de développement du Sud.

## Géographie
La commune de Păulești est située dans le nord-ouest du județ, dans la plaine valaque, à la limite avec les premières collines des Carpates, à 6 km au nord de Ploiești, le chef-lieu du județ, dont elle est quasiment une banlieue.
La municipalité est composée des quatre villages suivants (population en 1992) :
- Cocoșești (799) ;
- Găgeni (2 114) ;
- Păulești (1 906), siège de la municipalité ;
- Păuleștii Noi (300).

## Politique et administration
| Période                                  | Période  | Identité     | Étiquette | Qualité |
| ---------------------------------------- | -------- | ------------ | --------- | ------- |
| Les données manquantes sont à compléter. |          |              |           |         |
| 2008                                     | 2016     | Ion Drăgușin | PSD       |         |
| 2016                                     | En cours | Tudor Sandu  | PSD       |         |

| Parti | Parti                        | Sièges |
| ----- | ---------------------------- | ------ |
|       | Parti social-démocrate (PSD) | 9      |
|       | Parti national libéral (PNL) | 3      |
|       | indépendants                 | 2      |

## Religions
En 2002, la composition religieuse de la commune était la suivante :
- Chrétiens orthodoxes, 95,86 % ;
- Adventistes du septième jour, 1,21 % ;
- Pentecôtistes, 0,85 % ;
- Chrétiens évangéliques, 0,79 %.

## Démographie
En 2002, la commune comptait 5 150 Roumains (99,61 %). On comptait à cette date 1 976 ménages.
| 1992  | 2002  | 2007  |
| ----- | ----- | ----- |
| 5 119 | 5 170 | 5 233 |

## Économie
L'économie de la commune repose sur l'agriculture, le commerce et l'artisanat. De par sa proximité avec Ploiești, de nombreux habitants travaillent dans la grande ville voisine.

## Communications

### Routes
Depuis Ploiești, on atteint Păulești par la route nationale DN1 et la route régionale DJ102

### Voies ferrées
La commune possède une gare dans le village de Găgeni sur la ligne Ploiești-Plopeni-Slănic.

## Lieux et monuments
- Parc Pădurea Păulești.

## Personnalités

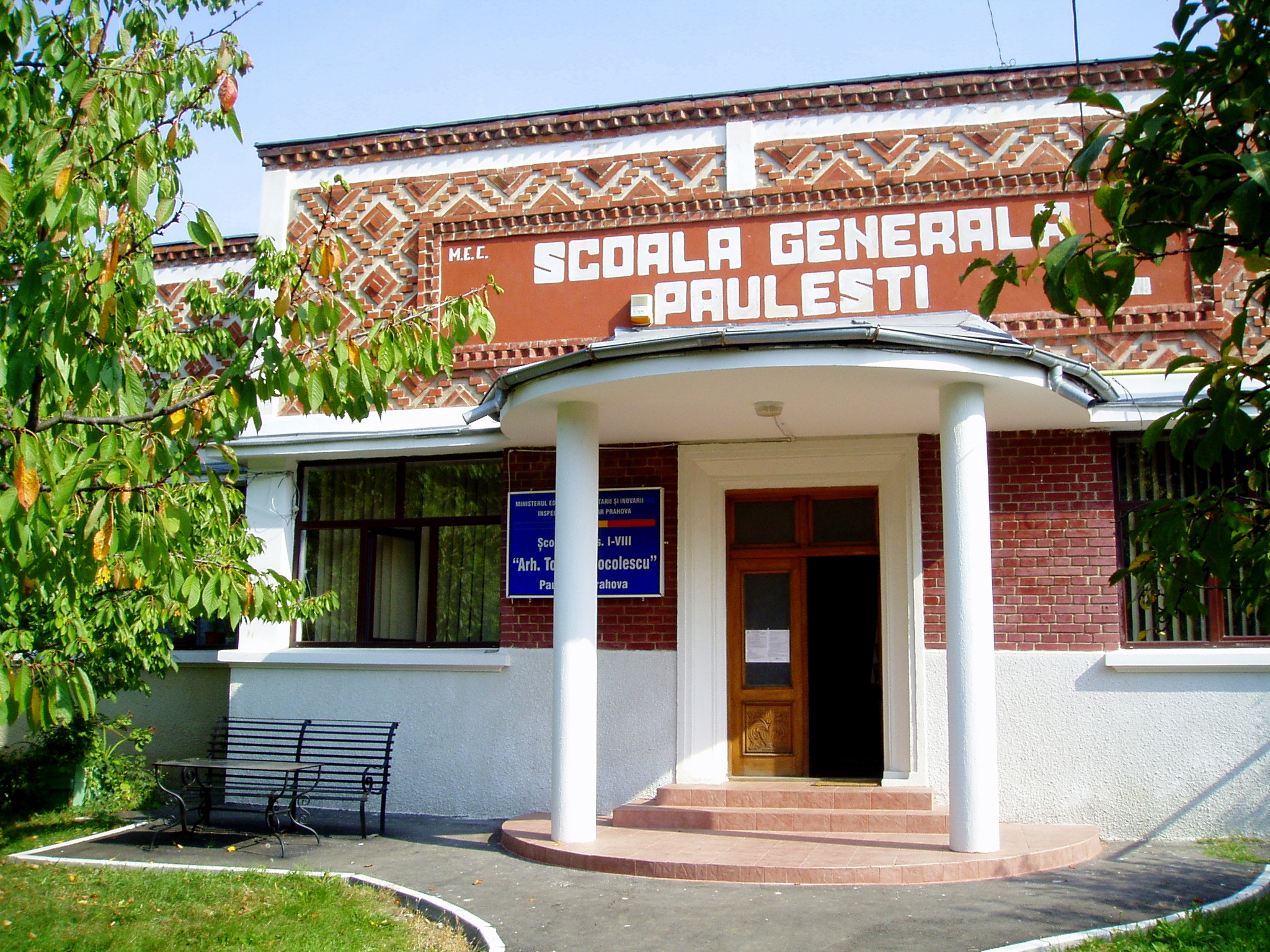
L'école de Păulești, œuvre de Toma T. Socolescu

- Toma T. Socolescu (1883-1960), architecte roumain de renom, qui habita la commune à partir de 1927. Il en fut même le maire de 1937 à 1940 et y édifia plusieurs édifices publics (mairie, école).